# Île au Sable
L'île au Sable est située dans l'Est du Québec en Basse-Côte-Nord dans la Côte-Nord au Canada.